# Liste de temples bouddhistes à Kyoto
Cette liste de temples bouddhistes de Kyoto comprend un peu plus de soixante de temples, mais ceux-ci ne représentent qu'une très petite partie des 1 600 temples qui étaient dispersés dans toute la préfecture de Kyoto.

## Époque de Nara à Kyoto (710-794)
- Saihō-ji (西芳寺, Saihō-ji?), aussi connu comme Koke-dera (苔寺, Koke-dera?) ou Kōinzan Saihō-ji (洪隠山西芳寺, Kōinzan Saihō-ji?)[2].
- Otagi Nenbutsu-ji

## Époque de Heian à Kyoto (794-1229)
- Kōryū-ji (広隆寺, Kōryū-ji?), aussi connu comme "Uzamasa-dera" (太秦寺, Uzamasa-dera?)[3].
- Rokkaku-dō (六角堂, Rokkaku-dō?)[3].
- Adashino Nenbutsu-ji (化野念仏寺, Adashino Nenbutsu-ji?)[4].
- Kiyomizu-dera (清水寺, Kiyomizu-dera?), formellement identifié comme Otowa-san Kiyomizu-dera (音羽山清水寺, Otowa-san Kiyomizu-dera?)[5] ;— patrimoine mondial
- Enryaku-ji (延暦寺, Enryaku-ji?)[5] — patrimoine mondial.
- Yamashiro Kokubun-ji (山城国分寺, Yamashiro Kokubun-ji?)[5].
- Temple est (東寺, Tō-ji?), formellement identifié comme Kyō-ō-gokoku-ji (教王護国寺, Kyō-ō-gokoku-ji?)[5].
  - Temple ouest (西寺, Sai-ji?), détruit en 1233 et jamais reconstruit[5].
- Daikaku-ji (大覚寺, Daikaku-ji?)[6].
- Ninna-ji (仁和寺, Ninna-ji?)[6]  — patrimoine mondial
- Sennyū-ji (泉涌寺, Sennyū-ji?)[7].
- Yengaku-ji[7].
- Gangyō-ji (元慶寺, Gangyō-ji?), après 986 connu plus communément comme Kazan-ji (花山寺, Kazan-ji?)[7].
- Rokushō-ji (六勝寺, Rokushō-ji?)[8].
  - Hosshō-ji (法勝寺, Hosshō-ji?)[9].
  - Sonshō-ji (尊勝寺, Sonshō-ji?)[8].
  - Saishō-ji (最勝寺, Saishō-ji?)[9].
  - Enshō-ji (円勝寺, Enshō-ji?)[9].
  - Jōshō-ji (成勝寺, Jōshō-ji?)[9].
  - Enshō-ji (延勝寺, Enshō-ji?)[9].
- Onjō-ji (園城寺, Onjō-ji?)[8]plus communément connu comme Mii-dera (三井寺,御井寺, Mii-dera?)
- Daigo-ji (醍醐寺, Daigo-ji?)[10].
- Kajū-ji (勧修寺, Kajū-ji?), aussi épelé Kwajū-ji[10].
- Nison-in (二村院, Nison-in?), formellement identifié comme  Ogura-yama Nison-kyo-in Keidai-ji (小倉山 二尊教院 華台寺, Ogura-yama Nison-kyo-in Keidai-ji?)[11].
- Byōdō-in (平等院, Byōdō-in?)[12].
- Sanjūsangen-dō (三十三間堂, Sanjūsangen-dō?)[13].
- Shōgo-in (聖護院?)[14].

## Les Hōjō, époque de Kamakura à Kyoto (1221-1333)
- Kennin-ji (建仁寺, Kennin-ji?)[15].
- Tōfuku-ji (東福寺, Tōfuku-ji?)[16].
- Nanzen-ji (南禅寺, Nanzen-ji?), anciennement Eikan-dō Zenrin-ji (禅林寺, Zenrin-ji?)[17].
- Daitoku-ji (大徳寺, Daitoku-ji?)[18].
- Chion-in (知恩院, Chion-in?)[19].
- Ryūhon-ji[20].
- Bukkō-ji (佛光寺, Bukkō-ji?)[21].
- Nishi Otani Betsuin[22].

## Les Ashikaga, époque de Kamakura à Kyoto (1333-1582)
- Tōjo-in[23].
- Tōjo-ji[24].
- Tenryū-ji (天龍寺, Tenryū-ji?), formellement identifié comme Tenryū Shiseizen-ji (天龍資聖禅寺, Tenryū Shiseizen-ji?)[25] autrefois sur un même site au IXe siècle, Danrin-ji (檀林寺, Danrin-ji?)
- Myōshin-ji (妙心寺, Myōshin-ji?)[26].
- Shōkoku-ji (相国寺, Shōkoku-ji?), formellement identifié comme Mannen-zan Shōkoku Shōten Zenji (?)[27].
- Kinkaku-ji (金閣寺, Kinkaku-ji?) ou « Temple du Pavillon d'Or », formellement identifié comme Rokuon-ji (鹿苑寺, Rokuon-ji?)[28].
- Ryōan-ji (竜安寺, Ryōan-ji?)[29].
- Ginkaku-ji (銀閣寺, Ginkaku-ji?) ou « Temple du Pavillon d'Argent », formellement identifié comme Jishō-ji (慈照寺, Jishō-ji?)[30] — patrimoine mondial
- Honkoku-ji[31].
- Honnō-ji (本能寺, Honnō-ji?)[32].

## Époque Azuchi-Momoyama à Kyoto (1582-1615)
- Nishi-Hongan-ji[33].
- Higashi Hongan-ji[34].
- Hōkō-ji (方広寺, Hōkō-ji?)[35].
- Mimizuka[36].
- Kōdai-ji (高台寺, Kōdai-ji?), formellement identifié comme Jubuzan Kōdai-ji (鷲峰山高台寺, Jubuzan Kōdai-ji?)[37].
- Sanbō-in[38].
- Nishi Hongan-ji (西本願寺, Nishi Hongan-ji?)[39].
- Higashi Hongan-ji (東本願寺, Higashi Hongan-ji?)[40].

## Époque d'Edo à Kyoto (1615-1869)
- Chishaku-in[41].
- Reikan-ji[42].
- Reigen-ji[43].
- Yentsū-ji[44].
- Rinkyū-ji[45].